# 蒂姆·霍顿斯
蒂姆·霍顿斯（英语：Tim Hortons，中国大陆区名Tims天好咖啡），又稱提姆霍顿，是一家加拿大的快餐连锁店，由冰球运动员蒂姆·霍顿于1964年在安大略哈密尔顿创立。蒂姆·霍顿斯在加拿大扩张迅速，于2002年超越麦当劳成为加拿大最大的快餐公司。如今在全国拥有超过3,300家分店，贡献的税收占加拿大食品行业税收的22.6%。2014年，美國速食店汉堡王併購蒂姆·霍顿斯，总部遷到加拿大安大略省。2016年，蒂姆·霍顿斯在加拿大、美国、墨西哥、英国、科威特、沙特阿拉伯、阿联酋、阿曼和菲律宾开设了4,600家分店。2018年7月，蒂姆·霍顿斯公司宣布要在接下来的十年里在中国大陆开设1500家分店。2019年，位于上海浦东的中国大陆第一家门店开张。

## 历史

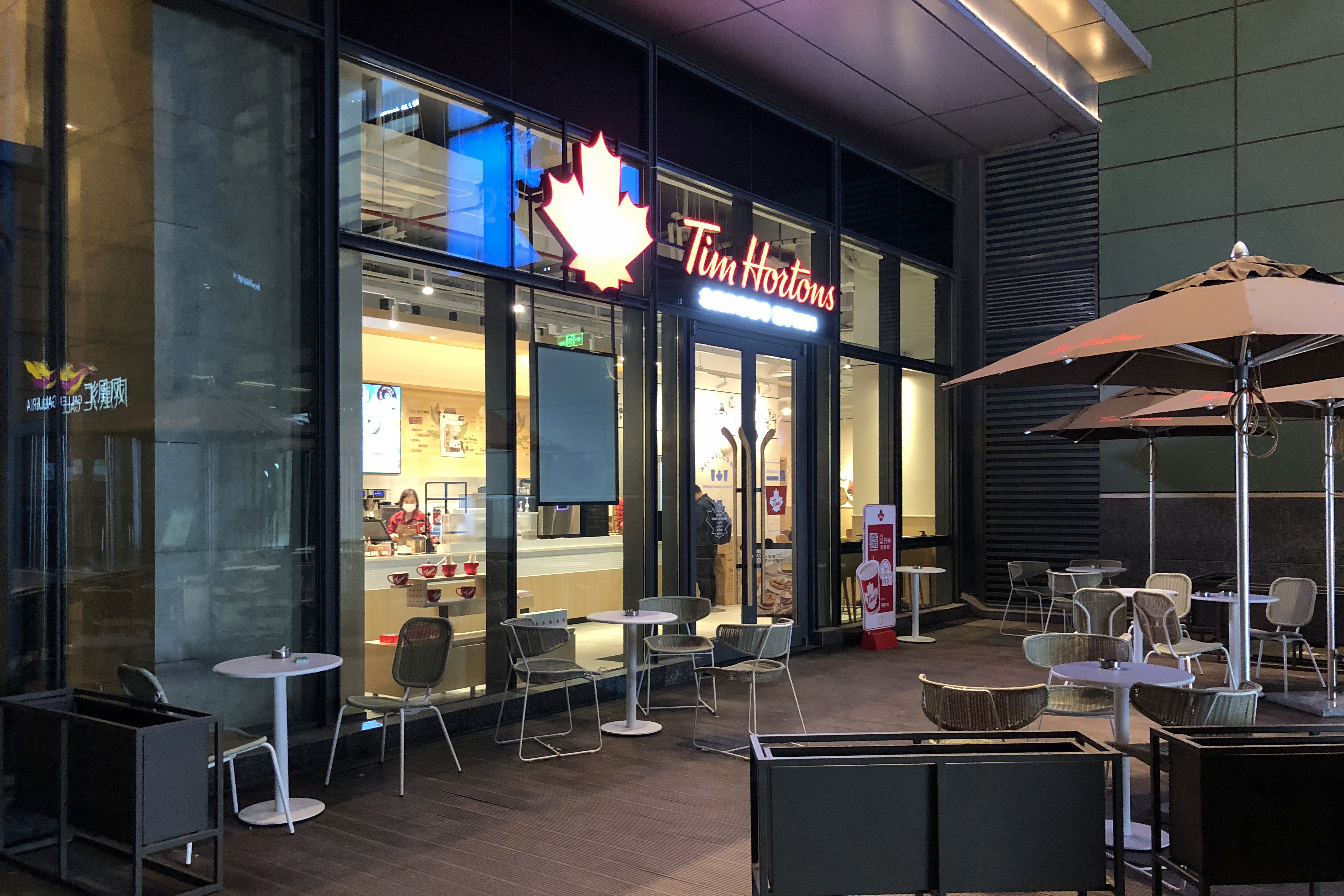
蒂姆·霍顿斯北京三元桥店

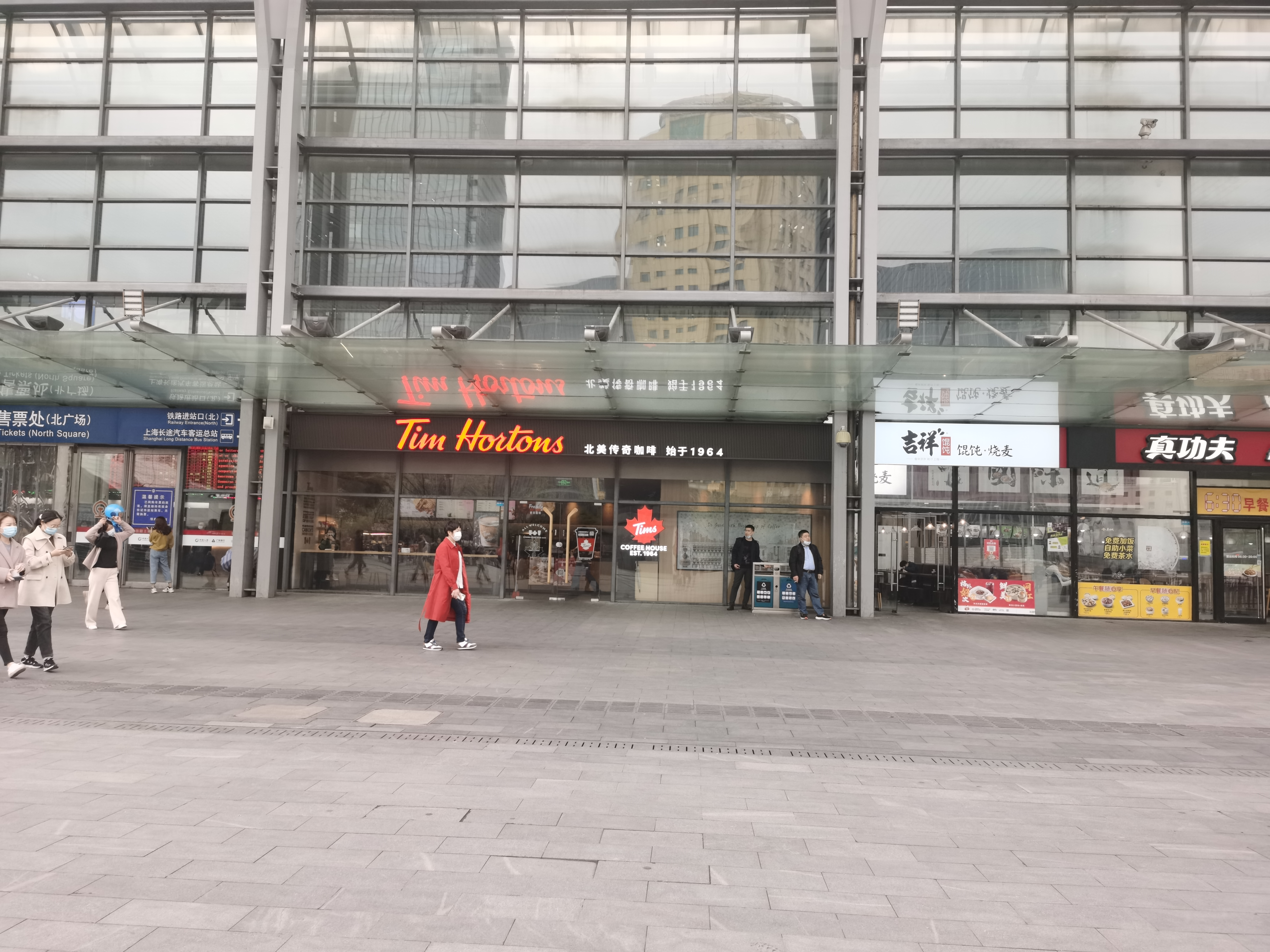
蒂姆·霍顿斯上海站北广场店

第一家蒂姆·霍顿斯开设在安大略省哈密尔顿，起初名为蒂姆·霍顿甜甜圈（Tim Horton Donuts），随后简写为Tim Horton's，意为「蒂姆·霍顿的」，最终为了法语区市场，去掉撇号改为现名「蒂姆·霍顿斯」（Tim Hortons）。

### 中国大陆业务
2019年2月26日，蒂姆·霍顿斯中國大陆首家分店在上海正式開業。這是該品牌全球第4850家店，蒂姆·霍顿斯和笛卡爾資本集團達成特許經營合資協議，宣稱要在未來十年內在中國大陆開舍1500家门店。2020年5月，Tims中国获腾讯公司数亿元投资。
2022年9月29日，Tims中国借壳空白支票公司Silver Crest Acquisition Corp，在纳斯达克上市，股票代号“THCH”。
截至2022年9月30日，在中国大陆的净门店数为486家，其中自营门店454家，加盟店32家。2022年12月，Tims中国更名为Tims天好咖啡。
2022年10月，Tims天好咖啡中国大陆第500家门店在广东东莞落地。
2023年1月，Tims天好咖啡已在中国大陆开出600家门店，新增了乌鲁木齐、淮安等地。

### 争议
Tims咖啡在新疆开出首店，因定价太高招致了当地消费者的“吐槽”，根据消费者反馈，此次Tims新疆门店对比国内其他城市分店的价目表，贝果和饮品的价格都要比内地店铺价格高出4～6元，认为这样的定价十分不合理。不少网友表示原料成本也不高，就因为来到新疆而涨价的行为让人觉得是在“割韭菜”。